# Ciudad Vieja
Ciudad Vieja è un comune del Guatemala facente parte del dipartimento di Sacatepéquez.